# Leucauge mesomelas
Leucauge mesomelas este o specie de păianjeni din genul Leucauge, familia Tetragnathidae. A fost descrisă pentru prima dată de O. P.-cambridge, 1894. Conform Catalogue of Life specia Leucauge mesomelas nu are subspecii cunoscute.